# جمع العملات

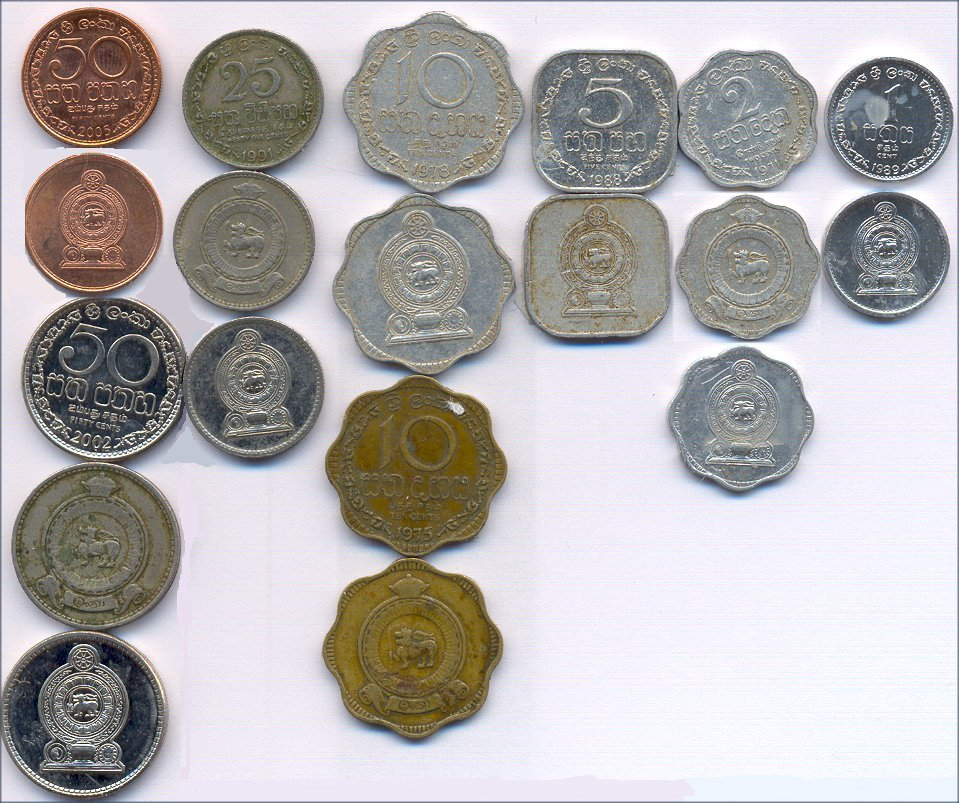
مجموعة من العملات من سري لانكا

جمع العملات هي هواية من الهوايات المنتشرة في أنحاء العالم. يجمع البعض العملات باعتبارها أعمالا فنية والبعض الأخر بأعتبارها استثمارا لتحقيق أرباح مادية وتتوقف قيمة العملة على عاملين حالتها ومدي سهولة الحصول عليها وأكثر العملات قيمة هي تلك العملات غير المتداولة والنادرة في نفس الوقت. ومن أشهر هواة جامعي العملات في العالم الملك فاروق.

## دوافع جمع العملات
تتنوع دوافع جمع العملات. ربما كان الدافع والحافز الأكثر شيوعا هو الهواية، وهو جمع العملات للمتعة البحتة ولا يوجد نية الربح. هذا ينطبق بشكل خاص على الهواة الذين يجمعون المواد على أساس فرص والمصالح الشخصية.
وهناك دافع آخر لشراء العملات وهو استثمار. كما هو الحال مع الطوابع والمعادن الثمينة أو غيرها من السلع، تعتمد أسعار العملات على العرض والطلب. حيث تنخفض أسعار العملات التي ليس عليها طلب على المدى الطويل، ويزيد سعرها بزيادة قيمة العملة الجوهرية أو المتصورة. المستثمرون شراء مع توقع أن قيمة مشترياتهم ستزيد على المدى الطويل.

## حالة العملة وقيمتها
في جمع العملات، تعد حالة العملة أمر بالغ الأهمية بالنسبة لقيمتها؛ فالعملة ذات الجودة العالية غالبا ما تبلغ قيمتها عدة مرات ضعف من إذا ما كانت حالتها فقيرة .
في منتصف القرن 20، اعتمدت الرابطة الاميركية للنقود نظام شيلدون وهو يستخدم مقياس ترقيم 1-70 ، حيث تمثل 70 عينة مثالية و1 يمثل عملة معروفة بالكاد. ويستخدم مقياس شيلدون أوصاف ودرجات رقمية للعملات (من الأعلى إلى الأدنى) كما يلي :
- جديدة (MS) 60–70: (UNC) [6]
- ممتازة جدا (AU) 50, 53, 55, 58
- ممتازة (XF or EF) 40, 45
- جيدة جدا (VF) 20, 25, 30, 35
- جيدة (F) 12, 15
- مقبولة جدا (VG) 8, 10
- مقبولة (G) 4, 6
- شبه مقبولة (AG) 3
- سيئة (FA, FR) 2
- فقيرة (PR, PO) 1

## وصلات خارجية
- مقالة عن جمع العملات جريدة الاتحاد الإمارات 17\9\2014
- تجميع العملات النادرة والمسكوكات الثمينة تنقذ ورثة هواتها من الإفلاس والعوز، جريدة الصباح
- مصري يؤسس مركزاً لهواة اقتناء العملات ابرزها نصف جنيه الجعران وجنيه الملك فاروق
- نصائح لكل مبتديء في هواية جمع العملات